# Championnat de Bulgarie masculin de handball
Le Championnat de Bulgarie masculin de handball est le plus haut niveau des clubs masculins de handball en Bulgarie.
Vainqueur de son douzième titre en 2020, le HK Lokomotiv Varna est le club le plus titré devant le VIF Dimitrov Sofia et CSKA Sofia avec dix championnats remportés.

## Palmarès
| Saison | Champion                 | Vice-champion        | Troisième                   |
| ------ | ------------------------ | -------------------- | --------------------------- |
| 1961   | VIF Dimitrov Sofia (1)   | Akademik Sofia       | Botev Bourgas               |
| 1962   | VIF Dimitrov Sofia (2)   | Akademik Sofia       | Botev Plovdiv               |
| 1963   | Akademik Sofia (1)       | VIF Dimitrov Sofia   | Botev Plovdiv               |
| 1964   | VIF Dimitrov Sofia (3)   | Akademik Sofia       | Levski Sofia                |
| 1965   | VIF Dimitrov Sofia (4)   | Botev Bourgas        | Akademik Sofia              |
| 1966   | Sportist Kremikovtsi (1) | Lokomotiv Sofia      | VIF Dimitrov Sofia          |
| 1967   | VIF Dimitrov Sofia (5)   | Lokomotiv Sofia      | Sportist Kremikovtsi        |
| 1968   | Sportist Kremikovtsi (2) | Lokomotiv Sofia      | Akademik Sofia              |
| 1969   | Levski-Spartak Sofia (1) | Akademik Sofia       | Chernomorets Bourgas        |
| 1970   | VIF Dimitrov Sofia (6)   | Slavia Sofia         | Akademik Sofia              |
| 1971   | Chernomorets Bourgas (1) | Sportist Kremikovtsi | Akademik Sofia              |
| 1972   | Lokomotiv Sofia (1)      | Akademik Sofia       | Chernomorets Bourgas        |
| 1973   | Lokomotiv Sofia (2)      | Sportist Kremikovtsi | Chernomorets Bourgas        |
| 1974   | Lokomotiv Sofia (3)      | CSKA Sofia           | Chernomorets Bourgas        |
| 1975   | Sportist Kremikovtsi (3) | Lokomotiv Sofia      | Chernomorets Bourgas        |
| 1976   | CSKA Sofia (1)           | Sportist Kremikovtsi | VIF Dimitrov Sofia          |
| 1977   | Lokomotiv Sofia (4)      | VIF Dimitrov Sofia   | CSKA Sofia                  |
| 1978   | CSKA Sofia (2)           | VIF Dimitrov Sofia   | Thrace Plovdiv              |
| 1979   | CSKA Sofia (3)           | Sportist Kremikovtsi | Thrace Plovdiv              |
| 1980   | VIF Dimitrov Sofia (7)   | Sportist Kremikovtsi | CSKA Sofia                  |
| 1981   | CSKA Sofia (4)           | VIF Dimitrov Sofia   | Sportist Kremikovtsi        |
| 1982   | VIF Dimitrov Sofia (8)   | CSKA Sofia           | Keramik Elin Pelin          |
| 1983   | CSKA Sofia (5)           | VIF Dimitrov Sofia   | Sportist Kremikovtsi        |
| 1984   | CSKA Sofia (6)           | VIF Dimitrov Sofia   | Sportist Kremikovtsi        |
| 1985   | Sportist Kremikovtsi (4) | CSKA Sofia           | VIF Dimitrov Sofia          |
| 1986   | VIF Dimitrov Sofia (9)   | Sportist Kremikovtsi | CSKA Sofia                  |
| 1987   | CSKA Sofia (7)           | VIF Dimitrov Sofia   | Sportist Kremikovtsi        |
| 1988   | VIF Dimitrov Sofia (10)  | CSKA Sofia           | Balkans Lovech              |
| 1989   | CSKA Sofia (8)           | VIF Dimitrov Sofia   | Sportist Kremikovtsi        |
| 1990   | CSKA Sofia (9)           | Balkans Lovech       | VIF Dimitrov Sofia          |
| 1991   | CSKA Sofia (10)          | Balkans Lovech       | НСА                         |
| 1992   | Belassitza Petritch (1)  | Balkans Lovech       | CSKA Sofia                  |
| 1993   | Belassitza Petritch (2)  | CSKA Sofia           | Balkans Lovech              |
| 1994   | Belassitza Petritch (3)  | Balkans Lovech       | HC Lyulin Sofia             |
| 1995   | HC Lyulin Sofia (1)      | HK Choumen           | Primo Lovech                |
| 1996   | HK Choumen (1)           | Primo Lovech         | CSKA Sofia                  |
| 1997   | HC Port Burgas (1)       | CSKA Sofia           | HK Lokomotiv Varna          |
| 1998   | HC Port Burgas (2)       | Lovech               | CSKA Sofia                  |
| 1999   | HC Port Burgas (3)       | HK Lokomotiv Varna   | Asti 91 Haskovo             |
| 2000   | HK Lokomotiv Varna (1)   | HC Port Burgas       | CSKA Sofia                  |
| 2001   | HK Lokomotiv Varna (2)   | Osam                 | CSKA Sofia                  |
| 2002   | HK Lokomotiv Varna (3)   | CSKA Sofia           | НСА                         |
| 2003   | HK Lokomotiv Varna (4)   | Vladislav Varna      | ?                           |
| 2004   | Spartak Varna (1)        | Pirin Gotsé Deltchev | HK Lokomotiv Varna          |
| 2005   | HK Lokomotiv Varna (5)   | Spartak Varna        | Pirin Gotsé Deltchev        |
| 2006   | HK Lokomotiv Varna (6)   | Spartak Varna        | Asti 91 Haskovo             |
| 2007   | HK Lokomotiv Varna (7)   | Dobroudja Dobritch   | НСА                         |
| 2008   | HK Lokomotiv Varna (8)   | HK Choumen           | Dobroudja Dobritch          |
| 2009   | HK Choumen (2)           | Dobroudja Dobritch   | HK Lokomotiv Varna          |
| 2010   | HK Choumen (3)           | Dobroudja Dobritch   | Spartak Varna               |
| 2011   | HK Choumen (4)           | Dobroudja Dobritch   | Spartak Varna               |
| 2012   | Dobroudja Dobritch (1)   | HK Choumen           | Spartak Varna               |
| 2013   | Dobroudja Dobritch (2)   | HK Lokomotiv Varna   | Spartak Varna               |
| 2014   | Fregata Burgas (1)       | HK Lokomotiv Varna   | Spartak Varna               |
| 2015   | Fregata Burgas (2)       | Spartak Varna        | Dobroudja Dobritch          |
| 2016   | Fregata Burgas (3)       | HK Lokomotiv Varna   | Dobroudja Dobritch          |
| 2017   | HK Lokomotiv Varna (9)   | Dobroudja Dobritch   | Chardafon Gabrovo           |
| 2018   | HK Lokomotiv Varna (10)  | Dobroudja Dobritch   | Spartak Varna               |
| 2019   | HK Lokomotiv Varna (11)  | Dobroudja Dobritch   | Chardafon Gabrovo           |
| 2020   | HK Lokomotiv Varna (12)  | Pirin Gotsé Deltchev | Osam Lovech                 |
| 2021   | HK Choumen (5)           | Osam Lovech          | Lokomotiv Gorna Oryahovitsa |

## Bilan par club
| Club                 | Titres | Années                                                                 |
| -------------------- | ------ | ---------------------------------------------------------------------- |
| HK Lokomotiv Varna   | 12     | 2000, 2001, 2002, 2003, 2005, 2006, 2007, 2008, 2017, 2018, 2019, 2020 |
| VIF Dimitrov Sofia   | 10     | 1961, 1962, 1964, 1965, 1967, 1970, 1980, 1982, 1986, 1988             |
| CSKA Sofia           | 10     | 1976, 1978, 1979, 1981, 1983, 1984, 1987, 1989, 1990, 1991             |
| Fregata Burgas       | 6      | 1997, 1998, 1999, 2014, 2015, 2016                                     |
| Sportist Kremikovtsi | 05     | 1966, 1968, 1975, 1977, 1985                                           |
| HK Choumen           | 05     | 1996, 2009, 2010, 2011, 2021                                           |
| Lokomotiv Sofia      | 03     | 1972, 1973, 1974                                                       |
| Belassitza Petritch  | 03     | 1992, 1993, 1994                                                       |
| Dobroudja Dobritch   | 02     | 2012, 2013                                                             |
| Akademik Sofia       | 01     | 1963                                                                   |
| Levski-Spartak Sofia | 01     | 1969                                                                   |
| Chernomorets Bourgas | 01     | 1971                                                                   |
| HC Lyulin Sofia      | 01     | 1995                                                                   |
| HC Spartak Varna     | 01     | 2004                                                                   |